# Жихлево
Жихлево (пол. Żychlewo) — село в Польщі, у гміні Кробя Гостинського повіту Великопольського воєводства.
Населення — 400 осіб (2011).
У 1975-1998 роках село належало до Лешненського воєводства.

## Демографія
Демографічна структура станом на 31 березня 2011 року:
|          | Загалом | Допрацездатний вік | Працездатний вік | Постпрацездатний вік |
| -------- | ------- | ------------------ | ---------------- | -------------------- |
| Чоловіки | 201     | 42                 | 143              | 16                   |
| Жінки    | 199     | 43                 | 121              | 35                   |
| Разом    | 400     | 85                 | 264              | 51                   |